# Sistem de prelucrare a tranzacțiilor
Sistemele de prelucrare a tranzacțiilor (SPT) procesează și înregistrează datele rezultate din operațiile și activitățile firmei. Exemple tipice sunt sistemele informatice care prelucrează vînzările, cumpărările și mișcările de stocuri. Rezultatele acestor prelucrări sunt utilizate pentru a actualiza bazele de date privind clienții, stocurile și alte baze de date ale organizației. Acestea oferă apoi resurse de date ce pot fi prelucrate și utilizate de sistemele informaționale pentru management.
Aceste sisteme produc, de asemenea, o varietate de produse informaționale destinate uzului intern sau extern, precum facturi, chitanțe, state de plată, comenzi, ordine de plată, situații financiare. Sistemele de prelucrare a tranzacțiilor procesează tranzacțiile în două moduri principale, și anume:
- prelucrare în loturi – datele sunt acumulate de-a lungul unei perioade de timp și prelucrate periodic;
- prelucrare în timp real (sau online) – datele sunt prelucrate imediat după efectuarea unei tranzacții.

De exemplu, sistemele punctelor de vânzare (POS) ale magazinelor cu amănuntul pot utiliza terminale electronice la casele de marcat, pentru a culege și transmite electronic datele privind vînzările, prin intermediul legăturilor de telecomunicații, către centrele informatice regionale în vederea prelucrării imediate (în timp real) sau pe timpul nopții (în loturi).